# ديدي فاغنر
ديدي فاغنر (بالبرتغالية: Didi Wagner‏) هي مقدمة تلفزيونية وعارضة برازيلية، ولدت في 16 أكتوبر 1975 في ساو باولو في البرازيل.

## وصلات خارجية
- ديدي فاغنر على موقع IMDb (الإنجليزية)